# 1316 Kasan
1316 Kasan је Марсов тројански астероид са средњом удаљеношћу од Сунца која износи 2,413 астрономских јединица (АЈ).
Апсолутна магнитуда астероида је 13,3 а геометријски албедо 0,052.